# プティ＝ノワール
プティ＝ノワール （Petit-Noir）は、フランス、ブルゴーニュ＝フランシュ＝コンテ地域圏、ジュラ県のコミューン。

## 地理
プティ＝ノワールは隣接するヌブラン＝アベルジュマンとともに、ドゥー川が流れるジュラ県最後のコミューンである。ドゥー川はソーヌ川と合流するわずか数km手前でソーヌ＝エ＝ロワール県に入る。

## 歴史
1790年から1794年、プティ＝ノワールは束の間にコミューンであったソーソワを併合した。

## 人口統計
| 1962年 | 1968年 | 1975年 | 1982年 | 1990年 | 1999年 | 2007年 | 2014年 |
| ------ | ------ | ------ | ------ | ------ | ------ | ------ | ------ |
| 730    | 717    | 804    | 929    | 938    | 974    | 1159   | 1134   |

参照元:1962年から1999年までは複数コミューンに住所登録をする者の重複分を除いたもの。それ以降は当該コミューンの人口統計によるもの。1999年までEHESS/Cassini、2006年以降INSEE。